# آيت ألمان (آيت المان)
آيت ألمان هي إحدى مشيخات المملكة المغربية، تتبع جغرافيا لإقليم بولمان وإداريًا لآيت المان. يقدر عدد سكانها بـ 1086 نسمة حسب الإحصاء الرسمي للسكان والسكنى لسنة 2004.